# Mount Harding
Mount Harding är ett berg i Antarktis. Det ligger i Östantarktis. Australien gör anspråk på området. Toppen på Mount Harding är 1 862 meter över havet.
Terrängen runt Mount Harding är huvudsakligen platt, men söderut är den kuperad. Trakten är obefolkad. Det finns inga samhällen i närheten.